# Grandyle Village (Nueva York)
Grandyle Village es un lugar designado por el censo ubicado en el condado de Erie en el estado estadounidense de Nueva York. En el año 2010 tenía una población de 4.629 habitantes.

## Geografía
Grandyle Village se encuentra ubicado en las coordenadas 42°59′12.67″N 78°57′14.45″O / 42.9868528, -78.9540139.